# Христомол

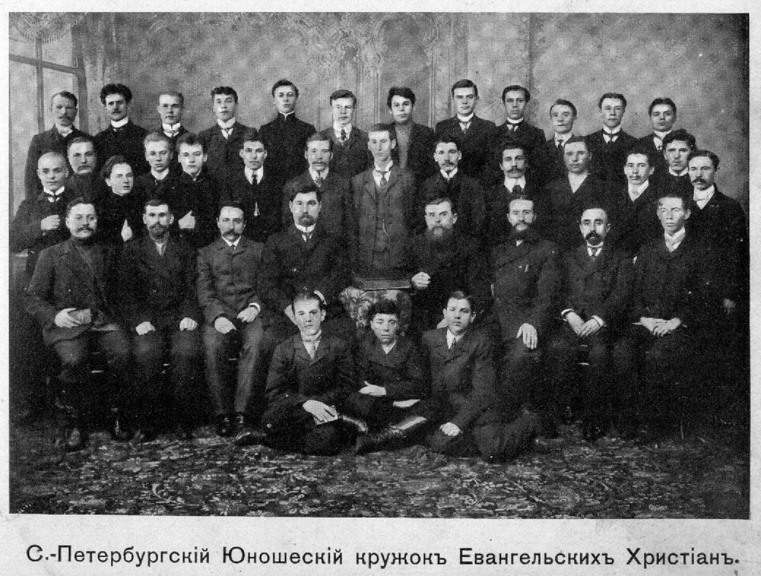
Санкт-Петербургский юношеский кружок евангельских христиан, 1907 год. Четвёртый слева во втором ряду — И. С. Проханов

Христомол — общее название для молодёжных движений христиан-протестантов в СССР в 1920-е годы (сокращение от христианская молодёжь). Термин использовался также в более узком смысле для обозначения молодёжного движения евангельских христиан (прохановцев), наряду со схожими сокращениями бапсомол (баптистский союз молодёжи) и трезвомол (молодёжное движение евангельских христиан-трезвенников). 
Религиозное воспитание подрастающего поколения является одной из важных составляющих христианского служения русских евангельских протестантов. Поэтому в разное время в различных церквях «стихийно» или с одобрения руководства возникали разного рода молодёжные «кружки», «служения», «группы». В 1900—1920-х годах на их основе стали создаваться централизованные евангельские молодёжные организации. Похожие движения имели место в различных протестантских деноминациях, самыми многочисленными из них были движения у баптистов и евангельских христиан.
Хотя евангельские христиане и баптисты имели отдельные централизованные молодёжные организации (Союз христианской молодёжи и Всероссийский союз кружков христианской молодежи при общинах евангельских христиан баптистов), однако их идейные противники — большевики, а также часть историков фактически говорили о христомоле как об одном движении.
В период расцвета протестантского молодёжного движения (после Октябрьской революции) количество молодёжи в возрасте до 30 лет составляло 20—30 % от общей численности церквей. В 1920-х годах христианское молодёжное движение стало заметным явлением в общественной и религиозной жизни СССР, представляя серьёзную (по мнению ряда партийных деятелей и историков) конкуренцию комсомолу, что повлекло за собой репрессивные меры со стороны советской власти. Репрессии усилились в конце 1920-х годов на фоне общего ужесточения религиозной политики государства. К началу 1930-х годов, в период целенаправленных сталинских преследований в отношении протестантов, евангельское молодёжное движение фактически было разгромлено, а лидеры — частично эмигрировали, частично были репрессированы.

## Контекст

### Создание межконфессиональных молодёжных союзов
Появлению конфессиональных протестантских молодёжных союзов предшествовали попытки создать межконфессиональные организации. В 1899 году после посещения Финляндии (которая на тот момент входила в состав Российской империи) генеральным секретарем Всемирного христианского союза студентов Джоном Моттом и его встречи с П. Н. Николаи возникло Русское студенческое христианское движение.
В 1900 году в Санкт-Петербурге была основана российская YMCA. Её членами и меценатами являлись, в том числе: Скрябин, Рахманинов, Стравинский, Анна Павлова, Бунин. В начале XX века ИМКА организовывала кружки по изучению гуманитарных и точных наук, спортивные секции, в годы Первой мировой войны — курсы по уходу за ранеными, помощь беженцам и русским военнопленным.

### Ослабление преследований и церковное строительство
В 1905-1906 годах политика государства в отношении евангельских протестантов существенно смягчилась: в апреле 1905 года вышел царский Указ о началах веротерпимости, а в октябре был обнародован Манифест о свободе совести, слова, собраний и союзов. Получив передышку между волнами гонений (как выяснится позднее, передышка длилась всего несколько лет), русские протестанты занялись церковным строительством, организовывая конфессиональные структуры, издавая религиозные СМИ и создавая школы проповедников.
В 1904—1908 годах один из лидеров лидер движения евангельских христиан Иван Проханов вместе с группой единомышленников предпринял попытку создания Русского Евангельского Союза, который объединил бы верующих разных конфессий, «исповедующих основные евангельские догматы» (по аналогии со Всемирным евангелическим альянсом). Хотя формально Русский Евангельский Союз удалось учредить, он оказался не жизнеспособен, объединив лишь несколько десятков верующих. Одной из основных причин тому стала позиция части баптистских лидеров, указавших на догматическую размытость Союза и неизбежные противоречия при создании межконфессиональной организации.
Тогда Проханов начал работу по со созданию Всероссийского союза евангельских христиан — конфессиональной организации евангельских христиан (пашковцев), которая объединяла не на уровне отдельных верующих, а на уровне поместных церквей и групп. В сентябре 1909-1911 годах был учреждён конфессиональный Всероссийский союз евангельских христиан.

## Создание молодёжных союзов

### Евангельские христиане
Одновременно с работой по организации Русского евангельского союза И. С. Проханов занялся созданием Союза христианской молодёжи, объединяющего молодёжные кружки при евангельских церквях. По воспоминаниям И. С. Проханова, первая тайна встреча по учреждению молодёжной ассоциации при Петербургской церкви совпала по времени с «кровавым воскресением» 9 января 1905 года.
После подготовительной работы в апреле 1908 года в Москве собрался Первый съезд представителей юношеских кружков, а в 1909 году в Петербурге — Второй съезд, который принял Устав «Евангельского союза христианской молодёжи». Председателем Союза был избран И. С. Проханов, секретарём — Я. И. Жидков.

### Баптисты

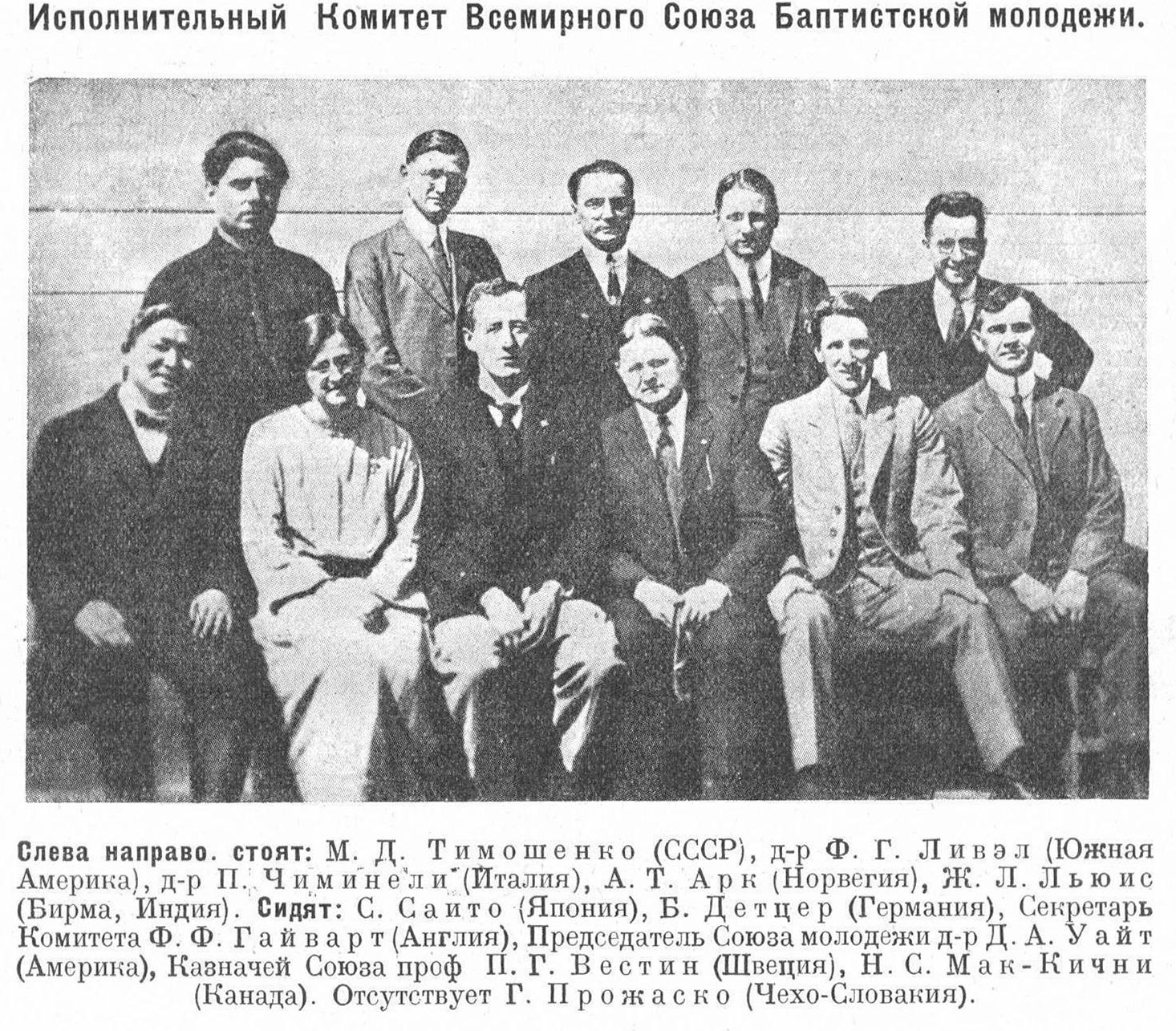
Исполнительный комитет Всемирного союза баптистской молодёжи. Представитель баптистов СССР М. Д. Тимошенко стоит слева.

Делегация лидеров баптистской молодёжи приняла участие в созванном И. С. Прохановым Первом съезде представителей юношеских кружков в Москве в 1908 году. Однако уже в 1909 году лидеры баптистской молодежи провели свой, отдельный от молодежи евангельских христиан съезд. Он проходил одновременно с заключительной частью общего съезда Союза русских баптистов. Отдельный централизованный союз баптистской молодёжи создавать не стали, а приняли решение в дальнейшем вопросы, касающиеся молодёжного движения в церквях, обсуждать на общих съездах баптистов. 
Однако в 1920 году лидеры баптистской молодёжи вновь собрались на съезд, на котором создали централизованную организацию — «Всероссийский союз кружков христианской молодёжи при общинах евангельских христиан баптистов» и избрали его руководство.
После создания молодёжного Союза его лидеры обратились во Всемирный баптистский альянс с предложением одновременно с проведением в 1923 году в Стокгольме Третьего всемирного конгресса баптистов провести и учредительный Всемирный конгресс баптистской молодёжи. На эту идею советских баптистов откликнулись представители 23 наций и таким образом был учреждён Всемирный союз баптистской молодёжи. СССР в нём представлял М. Д. Тимошенко.
| Молодёжные съезды евангельских христиан (прохановцев) и баптистов | Молодёжные съезды евангельских христиан (прохановцев) и баптистов                             | Молодёжные съезды евангельских христиан (прохановцев) и баптистов | Молодёжные съезды евангельских христиан (прохановцев) и баптистов       | Молодёжные съезды евангельских христиан (прохановцев) и баптистов | Молодёжные съезды евангельских христиан (прохановцев) и баптистов |
| № п/п                                                             | Наименование                                                                                  | Дата и место                                                      | Руководители                                                            | Комментарии | Фото                                                              |
| ----------------------------------------------------------------- | --------------------------------------------------------------------------------------------- | ----------------------------------------------------------------- | ----------------------------------------------------------------------- | --- | ----------------------------------------------------------------- |
| 1                                                                 | Первый съезд представителей кружков христианской молодёжи                                     | 1908 год, 13-16 апреля, Москва                                    | И. С. Проханов                                                          | Конфессиональный состав: евангельские христиане при участии делегации от баптистов. Для объединения христианской молодёжи был создан Совет под председательством И. С. Проханова (товарищ председателя - Ф. М. Троснов), обсуждение проекта Устава. |                                                                   |
| 2                                                                 | Первый Всероссийский съезд кружков баптистской молодёжи, юношей и девиц                       | 1909 год, 2-5 октября, Ростов-на-Дону                             | В. А. Фетлер, В. П. Степанов, М. Д. Тимошенко, И. А. Голяев, Т. Э. Кирш | Конфессиональный состав: баптисты. Съезд проходил одновременно с заключительной частью общего съезда Союза русских баптистов. Обсуждались тематические рефераты участников о молодёжных кружках и воскресных школах, вопросы организации кружков, вопросы составления писем представителям молодёжных движений Болгарии, Англии и Америки, а также предстоящему всемирному съезду учителей воскресных школ в Америке. По предложению Д. И. Мазаева (взявшего на себя предстоящие расходы) принято решение направить в Сибирь для организации юношеских кружков Н. В. Одинцова и В. П. Степанова. Решено в дальнейшем решать организационные вопросы молодёжного служения в рамках общих съездов Союза баптистов.                                                                                          |                                                                   |
| 3                                                                 | Второй съезд Евангельского союза христианской молодёжи                                        | 1909 год, 17-19 мая, Санкт-Петербург                              | И. С. Проханов                                                          | Конфессиональный состав: евангельские христиане. Принят Устав Союза молодежи и типовой устав молодёжного кружка при церкви. Решено легализовать Союз под названием «Евангельский союз христианской молодежи». Председателем Союза избран И. С. Проханов, секретарём - Я. И. Жидков. |                                                                   |
| 4                                                                 | Третий съезд Союза христианской молодёжи                                                      | 1910 год, 18-20 апреля, Санкт-Петербург                           | И. С. Проханов, Ф. М. Троснов, А. А. Персианов                          | Конфессиональный состав: евангельские христиане. Сокращено название Союза до «Союз христианской молодёжи». Обсуждение текущих дел, отчёт союзного благовестника Ф. М. Троснова о работе среди молодёжи. Избрание 6 кандидатов в союзные благовестники с тем, чтобы направить их на работу после изыскания средств. Утверждение Ф. М. Троснова союзным благовестником на следующий год. Избрание дополнительных членов Совета союза. |                                                                   |
| 5                                                                 | Четвёртый съезд                                                                               |                                                                   |                                                                         | Информации не найдено. |                                                                   |
| 6                                                                 | Пятый съезд христианской молодёжи                                                             | 1918 год, Петроград                                               |                                                                         | Конфессиональный состав: евангельские христиане. Было решено расширить благовестие силами молодёжи в рамках разработанной программы. Предполагалось собрать на эти цели значительные средства. Но из-за Гражданской войны в полной мере эти планы не были реализованы. Был также пересмотрен и дополнен Устав Союза христианской молодёжи. |                                                                   |
| 7                                                                 | Совещание молодых работников                                                                  | 1919 год, октябрь                                                 |                                                                         | Конфессиональный состав: евангельские христиане. Предполагалось созвать Шестой съезд, но вместо него было проведено совещание (рангом ниже, вероятно, из-за недостаточного количества делегатов от поместных общин). Рассматривались различные аспекты христианского молодёжного служения. В союзные благовестники был выдвинут А. И. Мицкевич, являвшийся в то время руководителем кружка молодёжи в евангельской церкви Вятки. |                                                                   |
| 8                                                                 | Всероссийский съезд кружков христианской молодёжи при общинах евангельских христиан баптистов | 1920 год, 10-17 октября, Самара                                   | М. Д. Тимошенко, Н. А. Левинданто, В. И. Колесников                     | Конфессиональный состав: баптисты. Образована централизованная организация — «Всероссийский союз кружков христианской молодёжи при общинах евангельских христиан баптистов». Избран Совет союза (12 человек) и коллегия членов Совета (4 человека, а также М. Д. Тимошенко в качестве координатора работы молодёжного Союза с общим Союзом баптистов). Выработаны рекомендации по организации молодёжных кружков и воскресных школ в общинах. |                                                                   |
| 9                                                                 | Шестой Всероссийский съезд христианской молодёжи                                              | 1921 год, 3-6 мая, Тверь                                          |                                                                         | Конфессиональный состав: евангельские христиане. Съезд приступил к рассмотрению программы, однако 5 мая по доносу православного священника Виноградова 42 участника были арестованы. 10 мая 30 человек были отпущены, 12 (включая И. С. Проханова и христианского композитора и регента хора Н. И. Высоцкого) - переведены в Тверской лагерь принудительных работ на срок от одного до трёх лет. Освобождены примерно через три месяца решением центральной власти по ходатайствам верующих. Виновники необоснованного ареста были наказаны. По мнению историка Владимира Попова, скорому освобождению и щадящим условиям содержания в лагере способствовала широкая международная огласка и ходатайства, поступавшие от зарубежных верующих на имя В. И. Ленина и в представительства РСФСР за границей. |                                                                   |

## Молодёжная пресса

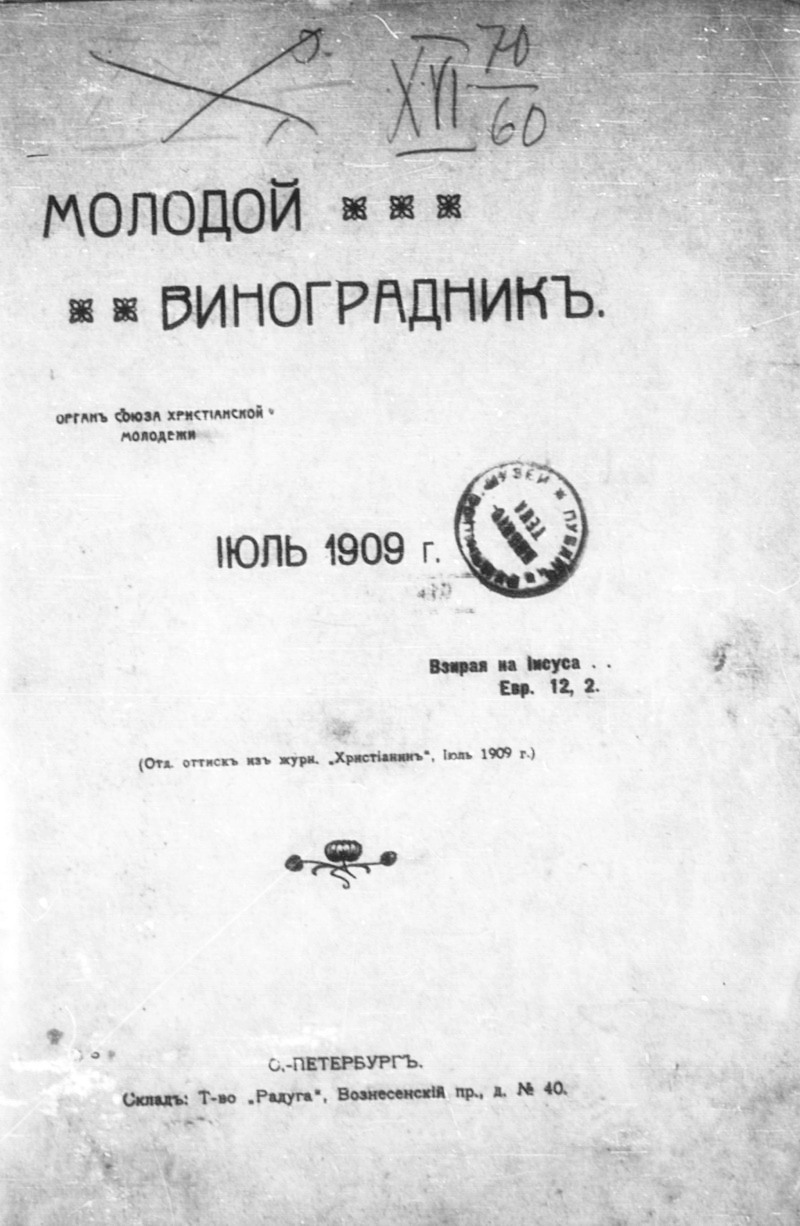
Обложка журнала «Молодой виноградник» (бесплатного приложения к журналу «Христианин»), 1909

Специализированные молодёжные христианские издания 1900-х — 1920-х годов:
- «Молодой виноградник» (бесплатное приложение к журналу «Христианин») — евангельские христиане;
- «Друг молодёжи» (сначала отдельный журнал, затем раздел в журнале «Слово Истины»); молодёжные разделы в других баптистских изданиях — баптисты;
- Журнал «Голос христианской молодёжи» (Благовещенск-на-Амуре) — баптисты.

## Описание движения
Центральные молодёжные союзы существовали достаточно формально (без развитой организационно-управленческой структуры), представляя собой сеть молодёжных кружков при поместных общинах и нескольких лидеров на центральном уровне (И. С. Проханов, Я. И. Жидков, Ф. М. Троснов и другие — у евангельских христиан; М. Д. Тимошенко, В. А. Фетлер и другие — у баптистов). Однако «на местах» это было достаточно активное движение. Руководство общин считало организацию церковной молодёжи в кружки своим долгом.
«Увещевательные» и «пригласительные» секции движений занимались занимались убеждением колеблющихся и организовывали различные акции, «больничная» посещением больных, «экономическая» искала решения молодёжных экономических проблем, «печатная» — занималась выпуском молодёжных СМИ.
И. С. Проханов вспоминал он них: «Эти кружки были также независимы, люди избирали своих служителей, утверждали свои программы и т. п. На этом пути они овладевали опытом, знаниями, которые делали их подготовленными для будущей работы в церквах и в Союзе. В то же время, они вели миссионерскую работу, соответствующую их возрасту. Каждый кружок был разделен на несколько групп: молитвенные, миссии, посещения бедных, больных и узников, литературные и музыкальные группы. Молодые люди в этих группах были заняты духовной работой. Во все эти мероприятия подготовляли в наших церквах хороших тружеников-миссионеров. До настоящего времени в России многие выдающиеся христианские труженики первым своим образованием и подготовкой обязаны молодежным кружкам».
Как отметил марксистский пропагандист Александр Клибанов в брошюре «Классовое лицо современного сектантства» (1928), евангельские верующие «поголовно обучают своих детей грамоте, пению, музыке. И обучают не как-нибудь, а серьезно, по-настоящему». Он подчеркнул, что обучение ведётся под руководством опытных преподавателей, нередко имеющих специальная музыкальное образование. «Обучение поставлено педагогически вполне научно и идет по строгой программе, — писал Клибанов. — Хористы в полугодовые сроки прорабатывают не менее 50 гимнов». Получение музыкального образования и в целом музыкальное служение пользуется большой популярностью у верующей молодёжи, писал Клибанов.

## Масштабы
В 1920-х годах наблюдался заметный рост молодёжных объединений, групп и кружков. Так, баптистский молодёжный кружок на Васильевском острове в Ленинграде за 1923—1926 годы вырос с 38 до более 400 членов. В Мелитопольском районе (местности, где были компактные поселения протестантов) под влиянием бапсомола к середине 1920-х находилось 90 % всей молодёжи, а в Самарской губернии христомол охватил 50 % молодых людей.
По информации Сибирского отделения РКСМ в конце 1922 года в Омской губернии действовало 28 кружков баптистской молодёжи с 897 членами, что составляло примерно половину численности комсомольского союза в губернии.
В Благовещенске-на-Амуре баптисты издавали журнал «Голос христианской молодёжи», который сообщал, что в 1922 году баптисты на дальнем Востоке имели 38 воскресных школ, в которых 209 учителей обучали 1770 учеников. Юношеские кружки региона насчитывали более 700 членов. В докладе Окружкома ВЛКСМ Владивостокского округа за 1927 год приводится такой пример: «в Сучанском районе в результате усиленной деятельности баптистов в одной из деревень и слабой работы комсомольской ячейки — рассыпался пионеротряд и некоторые комсомольцы вышли из союза».
Если верить материалам местных комсомольских организаций, в конце 1920-х из старшеклассников протестантами якобы были созданы нелегальные организации с устрашающими названиями «Красные смертники» (Кострома), «Стальная гвардия Христа» и «Белые пионеры Христа» (Саратов). А в Сибири и Татарстане молодёжь переходила в баптистские организации целыми комсомольскими ячейками.

## Преследования со стороны советской власти
В середине 1920-х годов протестантские молодёжные организации существовали чуть ли не в каждой губернии и единственным реальным сдерживающим фактором для них выступало ОГПУ. «Мы должны повести решительную борьбу с сектантством за нашу молодёжь, за детей. Для этого надо сорвать внешне привлекательную сектантскую маску и разоблачить беспощадно и до конца контр-революционную сущность сектантства. Комсомол в этом деле должен быть в авангарде», — призывал Александр Клибанов.
На Всесоюзном совещании по антирелигиозной пропаганде при АПО ЦК ВКП(б) 27—30 апреля 1926 года протестантские молодёжные движения были однозначно охарактеризованы как попытка подменить советские и партийно-комсомольские молодёжные организации, что повлекло их запрет, хотя в форме нелегальных объединений некоторые просуществовали до 1931 года.